# Alasdair MacColla
Alasdair MacColla (1610–1647) fue un soldado escocés-irlandés. Su nombre completo en escocés era Alasdair Mac Colla Chiotaigh Mac Domhnaill (en español, Alasdair el hijo de Colla, el MacDonald zurdo). A veces erróneamente se le llamado en inglés Collkitto, mote que realmente pertenecía a su padre. 
Alasdair luchó en las guerras de los Tres Reinos, principalmente en Escocia y falleció en la batalla de Knocknanauss en 1647.
MacColla nació en las islas del Oeste de Escocia a principios del siglo XVII en el clan Donald. Al tener los MacDonalds presencia tanto en la Irlanda gaélica como en Tierras Altas de Escocia, pasó su juventud entre ambos lugares. Alasdair, al igual que Colla, su padre, se convirtió en soldado, destacando en el manejo de la espada Claymore. Cuando era joven, luchó junto a su clan contra los Campbell, otro clan con el que mantenían una larga historia de disputas sobre poder y territorios. Esta enemistad se exacerbó aún más por factores religiosos, ya que los Campbells eran presbiterianos, mientras que los MacDonalds, entre los cuales se había asentado un misionero franciscano, eran católicos.